# Девятаев, Михаил Петрович
Михаи́л Петро́вич Девята́ев (8 июля 1917, Торбеево, Спасский уезд, Тамбовская губерния, Российская империя — 24 ноября 2002, Казань, Россия) — гвардии старший лейтенант, лётчик-истребитель, Герой Советского Союза.
Совершил побег из немецкого концлагеря на угнанном им бомбардировщике.

## Биография
Михаил Девятаев родился 8 июля 1917 года в селе Торбеево Спасского уезда в семье крестьянина и был 13-м ребёнком в семье. По национальности мокша. В 1933 году окончил 7 классов. В августе 1934 года бежал в Казань, опасаясь уголовного преследования за хищение колхозной собственности (по его словам, на него был составлен протокол за сбор колосков на поле). Поступил в Казанский речной техникум, который окончил в 1938 году, там же занимался в аэроклубе. Работал помощником капитана баркаса на Волге.

### Военный лётчик
В 1938 году Свердловским РВК города Казани был призван в Красную армию. Окончил в 1940 году Первое Чкаловское военное авиационное училище лётчиков им. К. Е. Ворошилова.

### На фронте
В действующей армии с 22 июня 1941 года. Воевал на Западном, Юго-Западном, Центральном, Степном, 2-м Украинском фронтах.
Согласно наградному листу от 20.12.43 г., будучи командиром звена 163 ИАП, Девятаев за период с 23.06.41 г., по 16.09.41 г. произвёл 180 боевых вылетов, в которых сам лично сбил 9 самолётов противника, и в последнем воздушном бою был тяжело ранен. После излечения работал командиром звена связи, произвел 280 вылетов на связь с войсками.
С 18.09.43 г. был командиром звена 1001 ОСАП (санитарный авиаполк). Произвёл 80 вылетов по эвакуации раненых и спецзаданиям, не имея ни единой поломки и вынужденной посадки.
После встречи в мае 1944 года с А. И. Покрышкиным вновь стал истребителем.
Будучи командиром звена 104-го гвардейского истребительного авиационного полка (9-я гвардейская истребительная авиационная дивизия, 2-я воздушная армия, 1-й Украинский фронт), гвардии старший лейтенант Девятаев 13 июля 1944 года был сбит и попал в плен.

### Плен
Вечером 13 июля 1944 года вылетел в составе группы истребителей Bell P-39 Airacobra под командованием майора В. Боброва на отражение налёта вражеской авиации. В воздушном бою в районе Львова самолёт Девятаева был подбит и загорелся; в последний момент лётчик покинул падающий истребитель с парашютом, но при прыжке ударился о стабилизатор самолёта. Приземлившись в бессознательном состоянии на захваченной противником территории, попал в плен.
После допроса М. Девятаева перебросили в разведотдел абвера, оттуда — в Лодзинский лагерь военнопленных, откуда вместе с группой военнопленных-лётчиков он 13 августа 1944 года совершил первую попытку побега с помощью подкопа. Но беглецы были пойманы, объявлены смертниками и отправлены в лагерь смерти Заксенхаузен. Там с помощью лагерного парикмахера (по воспоминаниям самого Девятаева, этот заключённый до плена был советским офицером-танкистом), подменившего нашивной номер на лагерной робе, М. Девятаеву удалось сменить статус смертника на статус «штрафника». Вскоре под именем Степана Григорьевича Никитенко он был отправлен в концлагерь на остров Узедом, где в ракетном центре Пенемюнде шли разработки нового оружия Третьего рейха — крылатых ракет «Фау-1» и баллистических ракет «Фау-2».
Согласно советским официальным документам, Девятаев был репатриирован из плена 8 февраля 1945 года.

### Побег на самолёте
8 февраля 1945 года группа советских военнопленных из 10 человек захватила немецкий бомбардировщик Heinkel He 111 H-22 и совершила на нём побег из концлагеря на острове Узедом (Германия). Пилотировал его Девятаев. Немцы выслали вдогонку истребитель, пилотируемый кавалером двух Железных крестов и Немецкого креста в золоте обер-лейтенантом Гюнтером Хобомом (нем. Günter Hobohm), однако без знания курса самолёта найти его можно было только случайно. Самолёт был обнаружен воздушным асом полковником Вальтером Далем, возвращающимся с задания, но приказ немецкого командования «сбить одинокий „Хейнкель“» он выполнить не мог из-за отсутствия у него боеприпасов.
В районе линии фронта самолёт обстреляли советские зенитные орудия, пришлось идти на вынужденную посадку. «Хейнкель» сел на брюхо южнее деревни Голлин (ныне предположительно Голина (Старгардский повят) в гмине Старгард-Щециньски, Польша) в расположении артиллерийской части советской 61-й армии. В итоге, пролетев чуть более 300 км, Девятаев доставил командованию стратегически важные сведения о засекреченном центре на Узедоме, где производилось и испытывалось немецкое ракетное оружие, точные координаты стартовых установок «Фау-2», которые находились вдоль берега моря. Эти сведения оказались абсолютно точными и обеспечили успех воздушной атаки на полигон Узедом.
Для проверки обстоятельств пленения и обстоятельств побега Девятаев был помещён в фильтрационный лагерь — «Спецлагерь № 7» НКВД (которым был бывший немецкий лагерь «Заксенхаузен»), где подвергался допросам и проверкам.
В конце марта 1945 года, после проверки и лечения, семеро из десяти участников побега (Соколов, Кутергин, Урбанович, Сердюков, Олейник, Адамов, Немченко) были зачислены в одну из рот 777-го стрелкового полка (по другим данным — в 7-ю стрелковую роту 3-го стрелкового батальона 447-го стрелкового Пинского полка 397-й стрелковой дивизии 61-й армии) и отправлены на фронт (даже Немченко, потерявший один глаз, уговорил отправить его на фронт в качестве санитара стрелковой роты).
14 и 16 апреля 397-я дивизия дважды пыталась форсировать реку Одер, но без особого успеха. Именно в эти дни погибли: Пётр Кутергин, Тимофей Сердюков, Владимир Соколов и Николай Урбанович. Фёдор Адамов был ранен и в дальнейшем не принимал участия в боевых действиях. В последующие дни дивизия всё же смогла форсировать Одер, закрепилась и начала продвижение в западном направлении, захватив город Фалькенберг. В этих боях 21 апреля погиб Иван Олейник, а 24 апреля — Владимир Немченко (однако, по словам Девятаева, Олейник якобы погиб на Дальнем Востоке, в войне с Японией).
В итоге к маю 1945 года из десятерых беглецов в живых остались только четверо: находящийся по ранению в госпитале Фёдор Адамов и трое офицеров — Девятаев, Кривоногов и Емец — которые были отправлены в ОКР «СМЕРШ» 1-й Горьковской запасной стрелковой дивизии, где они до конца войны оставались вне зоны боевых действий, ожидая подтверждения своих воинских званий.
В сентябре 1945 года Девятаева нашёл Сергей Королёв, назначенный руководить советской программой по освоению немецкой ракетной техники, и вызвал его в Пенемюнде для консультаций. Поскольку Девятаев служил в аэродромной команде, а ракетный полигон находился в отдалении, ничего сверхсекретного он поведать не мог, но сообщил примерное расположение построек и различных объектов на острове.

### После войны
В ноябре 1945 года Девятаев был уволен в запас (перед тем он непродолжительное время содержался в лагере на территории колонии-поселения на станции Невель Псковской области) и долгое время, как бывший военнопленный, испытывал затруднения с поиском работы.
В своих воспоминаниях дочь и сын Михаила Девятаева утверждают, что в декабре 1945 года он вернулся в Казань (по другим данным, он вернулся только в начале 1950-х годов) и устроился на работу в Казанском речном порту дежурным по вокзалу, затем выучился на капитана-механика, но некоторое время мог плавать только на служебном катере. С 1949 года работал помощником капитана баркаса «Огонёк», с 1952 года — капитаном баркаса «Огонёк», с 1955 года был переведён на должность капитана теплохода. Однако в некоторых публикациях также содержатся сведения о том, что Девятаев в тот период был осуждён за «измену Родине» и отправлен в лагеря, а через 9 лет попал под амнистию.
В 1957 году о подвиге Девятаева первым рассказал корреспондент газеты «Советская Татария» Ян Винецкий.
В конце 1950-х годов Девятаеву были поручены испытания «Ракеты» — одного из первых советских судов на подводных крыльях; он долгие годы работал капитаном речных судов и стал первым капитаном теплохода «Метеор». Практически до конца жизни активно участвовал в общественной жизни, делился воспоминаниями, неоднократно посещал остров Узедом и встречался с другими участниками событий побега, издал две автобиографические книги — «Полёт к солнцу» (1972) и «Побег из ада» (1968).
Член КПСС с 1959 года, до своих последних дней жил в Казани. Работал, пока позволяли силы. Летом 2002 года, во время съёмок документального фильма о нём, приехал на аэродром в Пенемюнде, поставил свечи своим товарищам и встретился с немецким пилотом Г. Хобомом (который должен был догнать и сбить угнанный беглецами «Хейнкель»).

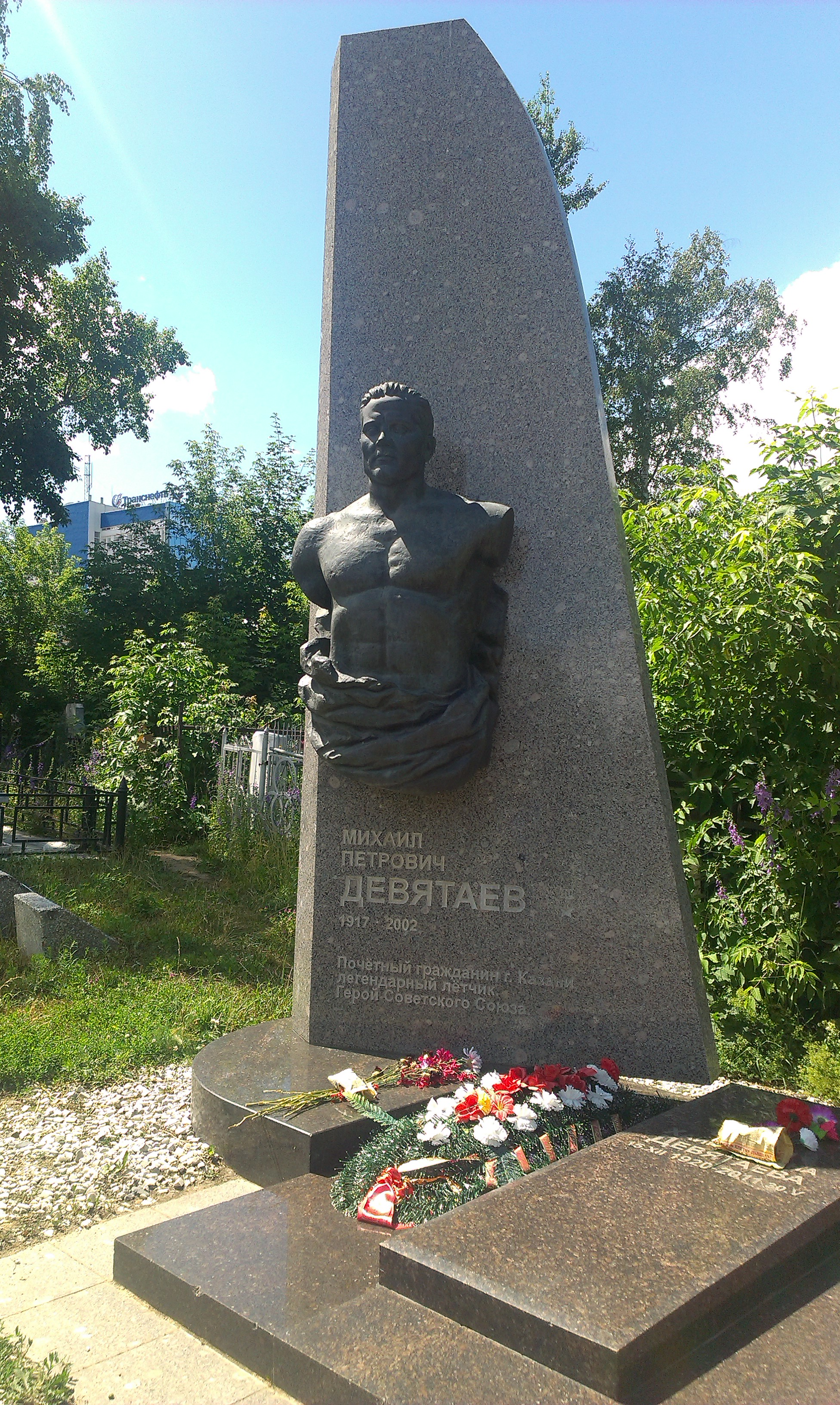
Могила Девятаева на Арском кладбище (Казань)

Скончался Михаил Петрович Девятаев 24 ноября 2002 года в Казани на 86-м году жизни. Похоронен в Казани на участке Арского кладбища, где расположен мемориальный комплекс воинов Великой Отечественной войны.

## Награды
15 августа 1957 года по инициативе С. П. Королёва Михаилу Девятаеву было присвоено звание Героя Советского Союза (по некоторым сведениям, награда была вручена за вклад в советское ракетостроение — за помощь в создании первой советской ракеты Р-1, разработанной на основе немецкой ракеты «Фау-2»).
Награждён орденом Ленина и медалью «Золотая звезда», двумя орденами Красного Знамени (02.1944, ?), орденами Отечественной войны I (1985) и II (05.1944) степеней, медалями, иностранными наградами (в том числе орденом «За заслуги перед Отечеством» 2-й степени в серебре (ГДР).
Почётный гражданин Республики Мордовия, а также городов: российской Казани и немецких Вольгаста и Цинновица.

## Память

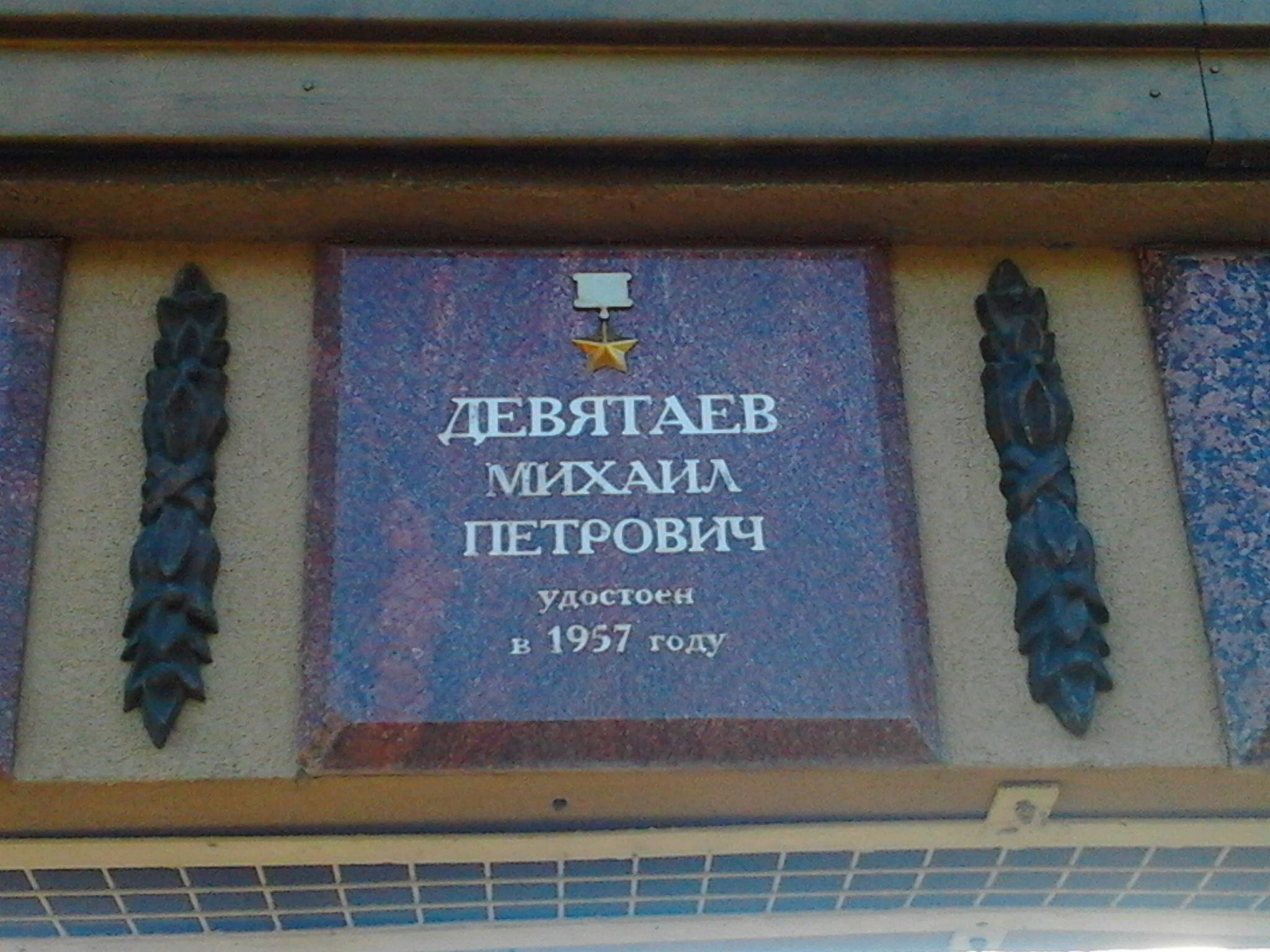
Девятаев М. П. в Пантеоне памяти в Парке Победы (Казань)

- Михаил Девятаев издал две автобиографические книги — «Полёт к солнцу» (1972) и «Побег из ада» (1968).
- Повесть «Сотый шанс» Николая Стурикова.
- В Торбеево, на Октябрьской улице, 8 мая 1975 года открыт дом-музей Героя Советского Союза М. П. Девятаева[29].
- Центральный аэроклуб Республики Мордовия носит имя Героя Советского Союза М. П. Девятаева.
- В Казани на могиле М. П. Девятаева на Арском кладбище установлен бюст (фото справа).
- Судно на подводных крыльях «Восход-72» носит имя «Герой Михаил Девятаев»[30]. В настоящее время не эксплуатируется.
- Пассажирский прогулочный катамаран «Волга-3» носит имя «Герой Девятаев»[31].
- В Казани в Парке Победы в Пантеоне вокруг Вечного огня установлена памятная табличка с данными М. П. Девятаева с упоминанием, что звание Героя Советского Союза ему было присвоено лишь в 1957 году.
- В 2002 году начались съёмки художественного фильма «Побег в небо. Девятаев». Съёмки несколько раз переносились, сначала на 2007 год, затем на 2012 и 2015 годы. В 2017 году, через 15 лет, проект был закрыт[32].
- В Вологде установлен памятник «Побег из ада»[33].
- В Саранске в 2010 году установлен памятный знак «Побег из ада»[34].
- В Полтаве установлен памятник «Побег из ада», представляющий собой стелу с именами экипажа, совершившего побег.
- В 2017 году, в год столетия Героя Советского Союза Михаила Девятаева, вышли в свет два новых документальных фильма о нём — «Побег с острова Узедом» и «Крылатая Казань». Всего с 1963 года снято 14 документальных фильмов о жизни и подвигах Михаила Девятаева, среди которых: «Речники-Герои» Николая Скоморохова, «Догнать и уничтожить» Константина Орозалиева и другие[35][36].
- В Пенемюнде (ФРГ) 8 февраля 2020 года состоялась торжественная церемония в честь 75-летия подвига группы военнопленных во главе с Героем Советского Союза лётчиком Михаилом Девятаевым. Организатором памятной церемонии выступил Фонд Александра Печерского, мероприятие вошло в программу проекта «Непокорённые. Сопротивление в фашистских концлагерях»[37].
- В феврале-марте 2020 года стартовали съёмки художественного фильма «Фау-2. Побег из ада» (позднее название фильма изменили на «Девятаев»), повествующего о побеге Михаила Девятаева. Консультантом фильма выступил его сын — Александр Девятаев, профессор КГМУ[38]. Кинопоказ фильма стартовал в кинотеатрах России с 29 апреля 2021 года[39].
- В 2021 году в Оренбурге, в сквере по Парковому проспекту у школы № 39, носящей имя легендарного лётчика, установлен бюст, где Михаил Девятаев представлен юным курсантом оренбургского военного училища лётчиков[40].
- Памятник «Побег из ада» посвященный группе советских военнопленных во главе с лётчиком-истребителем М. П. Девятаевым установлен в Парке Победы Нижнего Новгорода.